# Untere Mühle (Niederstetten)
Untere Mühle ist ein Wohnplatz sowie eine ehemalige Mühle auf der Gemarkung des Niederstettener Stadtteils Herrenzimmern im Main-Tauber-Kreis im fränkisch geprägten Nordosten Baden-Württembergs.

## Geographie
Der Wohnplatz steht in Einzellage auf etwa 285 m ü. NHN am rechten Ufer des etwa 100 Höhenmeter gegenüber den umgebenden Bergen in sein Muschelkalktal eingetieften Aschbachs und etwa 500 Meter nordwestlich der Ortsmitte von Herrenzimmern. Bachabwärts folgt nach über einem weiteren Kilometer das Dorf Rüsselhausen der Stadt.

## Beschreibung
Das Anwesen mit nur einer Hausnummer umfasst drei Gebäude. Ein nur teilweise offener, halbkilometerlanger rechter Mühlkanal, der schon in Herrenzimmern vom Aschbach abgeht, berührt eines der Gebäude und läuft durch ein zweites, ehe er dann gleich in den Bach zurückmündet.

## Geschichte
Der Wohnplatz kam als Teil der ehemals selbständigen Gemeinde Herrenzimmern am 1. Juli 1972 zur Stadt Niederstetten.

## Kulturdenkmale
Kulturdenkmale in der Nähe des Wohnplatzes sind in der Liste der Kulturdenkmale in Niederstetten verzeichnet.

## Verkehr
Der Ort ist über die zumeist am rechten Unterhang des Tales laufende, Herrenzimmern mit Rüsselhausen verbindende K 2852 zu erreichen, von der herab eine Stichstraße bis an das Anwesen führt.